# Tommy Noonan
Tommy Noonan (Bellingham, 29 de abril de 1921 - Los Angeles, 24 de abril de 1968) foi um ator, roteirista e produtor cinematográfico estadunidense. Ele atuou em vários filmes dos anos 1940 até os anos 1960, e é mais conhecido por suas apresentações como Gus Esmond, noivo rico de Lorelei Lee em Os Homens Preferem as Loiras (1953), e como o músico Danny McGuire em Nasce uma Estrela (1954).